# Campo (Blenio)
Campo foi uma comuna da Suíça, no Cantão Tessino, com cerca de 76 habitantes. Estendia-se por uma área de 22,06 km², de densidade populacional de 3 hab/km². Confinava com as seguintes comunas: Ghirone, Medel (GR), Olivone.
A língua oficial nesta comuna era o italiano.

## História
Em 22 de outubro de 2006, passou a formar parte da nova comuna de Blenio.